# Sotion
Sotion (en grec ancien Σωτίων) est un doxographe et grammairien d’Alexandrie du IIIe siècle av. J.-C., biographe grec (floruit v. -200 - -170). Il est l’une des sources souvent citées dans Vies, doctrines et sentences des philosophes illustres, ouvrage du doxographe Diogène Laërce. 
Son ouvrage principal s’intituleLes Successions, ouvrage en 23 Livres dont le philosophe péripatéticien Héraclide Lembos avait fait un abrégé. Sotion semble également avoir été l’auteur de deux autres ouvrages :
- Sur Les Silles (ouvrage de Timon de Phlionte)[2]
- Réfutations de Dioclès[3]

Aucun de ses ouvrages ne nous est parvenu ; on ne les connaît qu’indirectement. 

## Postérité
Parmi les manuscrits du bibliographe Simon Chardon de La Rochette, il en est un dont le titre est Sur Sotion.